# Stazione di Molinazzo
La stazione di Molinazzo era una fermata ferroviaria posta lungo la ex linea ferroviaria a scartamento ridotto Bellinzona-Mesocco chiusa nel 1972, era a servizio del comune di Molinazzo frazione di Bellinzona.

## Storia
La fermata fu aperta il 6 maggio 1907. Fu chiusa il 27 maggio 1972 insieme all'intera linea.

## Strutture e impianti
Era composta da un binario servito da banchina di cui non rimane traccia. La banchina è stata tolta mentre il binario è stato smantellato.